# Henning Wode
Henning Wode (* 19. Februar 1937 in Elmshorn; † 28. Mai 2021) war ein deutscher Anglist.

## Leben
Von 1957 bis 1962 studierte er an der Universitäten Hamburg, Freiburg im Breisgau und Edinburgh (1962 Staatsexamen für das Lehramt an Gymnasien an der Universität Freiburg im Breisgau Hauptfächer: Englisch, Sportunterricht, Nebenfächer: Philosophie, Bildung). Nach der Promotion zum Dr. phil. in Freiburg im Breisgau 1965 war er seit 1969 ordentlicher Professor für Anglistik an der Universität Kiel.
Seine Forschungsschwerpunkte waren englische Linguistik, Phonetik, Phonologie, Intonation, Psycholinguistik, Erst- und Zweitspracherwerb, Sprachpathologie, Sprachkontakt, Fremdsprachen.

## Werke (Auswahl)
- Englische Satzintonation. Karger, Basel 1966 (Dissertation Universität Freiburg/Br. 1965).

- Linguistische Untersuchungen zum Parkinsonismus. Karger, Basel 1970.
- Learning a second language. Bd. 1. Narr, Tübingen 1981,
- Psycholinguistik. Eine Einführung in die Lehr- und Lernbarkeit von Sprachen; Theorien, Methoden, Ergebnisse. Hueber, Ismaning 1993, ISBN 3-19-006619-1.
- Bilinguale Unterrichtserprobung in Schleswig-Holstein. Zwei Bände. I-und-f-Verlag, Kiel 1994, ISBN 3-930275-01-5 und ISBN 3-930275-02-3.
- Lernen in der Fremdsprache. Grundzüge von Immersion und bilingualem Unterricht. Hueber, Ismaning 1995, ISBN 3-19-006621-3.
- Frühes Fremdsprachenlernen in bilingualen Kindergärten und Grundschulen. Westermann, Braunschweig 2009, ISBN 978-3-14-165001-3.

Festschrift
- Petra Burmeister u. a. (Hrsg.): An integrated view of language development. Papers in honour of Henning Wode. Wiss. Verl., Trier 2002, ISBN 3-88476-488-8.